# Tickle, Tickle
Tickle, Tickle ist ein Bilderbuch für Kleinkinder der britischen Kinderbuchautorin und Illustratorin Helen Oxenbury aus dem Jahr 1987, das diese selbst illustriert hat.

## Inhalt
Drei Babys unterschiedlicher Hautfarbe spielen gemeinsam im Matsch, werden anschließend gebadet, angezogen und gekämmt – und zum Abschluss kitzeln sie sich gegenseitig.

## Rezeption
Ann Kay schreibt in ihrer Rezension: „In Tickle, Tickle nehmen die Biler der Kinder den größten Teil der übersichtlichen Seiten ein, sie sind das Zentrum des Geschehens, und Oxenbury begeistert sich für jedes noch so kleine Detail ihres Gebarens. Die wenigen Worte in Reimform passen perfekt zu den Bildern. Ihr Illustrationsstil spricht die Kinder direkt an und behandelt sie nicht von oben herab, außerdem hat sie einen subtilen Sinn für Humor.“ Wendy Cooling, die Vorsitzende der Jury für den Sainsbury's Baby Book Award 1999 meinte anlässlich der Prämierung von Tickle, Tickle: „Dies ist ein Buch über Babys mit matschigen Wörtern, die Kinder versuchen, nachzuahmen. Es ist sehr humorvoll und hat ein wunderbares Ende. Es ermutigt Kinder und Erwachsene, gemeinsam Spaß zu haben.“ The Guardian schreibt in einem Artikel anlässlich selbiger Award-Vergabe: „Tickle, Tickle repräsentiert so ziemlich alles, was man sich von einem ersten Buch für ein Baby wünschen sollte. Es ist hell, frech, bunt und voller positiver und multikultureller Bilder. Es hat Reime, Rhythmus und Wiederholungen. Es konzentriert sich auf vertraute häusliche Aktivitäten und fröhliche Babygesichter - Dinge, mit denen sehr junge Kinder tatsächlich etwas anfangen können. Außerdem ist es unterhaltsam … Tickle, Tickle schafft es, unkompliziert und übersichtlich zu sein, mit einem Minimum an Text, während es gleichzeitig genügend Material enthält, um zu vielen Wiederholungen anzuregen … Kurz gesagt, wenn es um Babybücher geht, hat Helen Oxenbury den Dreh raus - und dieses Buch, das erstmals 1987 veröffentlicht wurde, wird schnell zu einem ‚Klassiker‘ seines Genres.“

## Auszeichnungen
Das Bilderbuch gewann 1999 den Sainsbury's Baby Book Award.

## Referenzen
Tickle, Tickle ist in dem literarischen Nachschlagewerk 1001 Kinder- und Jugendbücher – Lies uns, bevor Du erwachsen bist! für die Altersstufe 0–3 Jahre enthalten.

## Ausgaben
- Tickle, Tickle. Walker Books, UK 1987 (englisch, librarything.com).